# Subersach
La Subersach est une rivière autrichienne de 25 km de longueur qui coule dans le land du Vorarlberg, à l'ouest du pays, et un affluent de la Bregenzer Ach, donc un sous-affluent du Rhin.

## Géographie
Elle se jette dans la Bregenzer Ach près du village de Egg.